# 公民提名
公民提名，即有志參選公職的人只要獲某數量登記選民提名，證明民意基礎，即獲得候選人資格。

## 香港選舉
- 香港特別行政區行政長官選舉：2014年於雨傘革命行動中爭取2017年香港特別行政區行政長官選舉落實公民提名。
- 香港立法會議員選舉

## 在其他地區的名稱與情況

### 大韓民國總統選舉
每個韓國政黨都可推薦一名候選人參選大韓民國總統，無黨派人士只要集齊5000至7000名選民推薦就可參選。

### 中華民國總統選舉
在臺灣稱為「公民連署」。
中華民國總統選舉因為正副總統一起選舉，因此正式名稱為「總統副總統選舉」。其適用制度法源除了《中華民國憲法》之外，最主要就是《總統副總統選舉罷免法》。
依據該法，在中華民國自由地區繼續居住六個月以上且曾設籍十五年以上之選舉人，年滿四十歲，得申請登記為總統、副總統候選人。但回復中華民國國籍、因歸化取得中華民國國籍、大陸地區人民或香港、澳門居民經許可進入臺灣地區者，不得登記為總統、副總統候選人。
為了避免候選人過多，影響選情。該法還規定總統候選人必須要有主要政黨推薦。而主要政黨定義為：最近任何一次總統、副總統或立法委員選舉（取其一），其所推薦候選人得票數之和，應達該次選舉有效票總和百分之五以上。二個以上政黨共同推薦一組總統、副總統候選人者，各該政黨推薦候選人之得票數，以推薦政黨數除其推薦候選人得票數計算之。
除此之外，無政黨推薦人士仍可經由公民連署管道參選。連署人數應達最近一次立法委員選舉選舉人總數百分之一點五，連署人必須具名造冊。

### 環球
有國家範圍的公民提名約30個國家，大多數國家位於非洲，南美，東歐和俄羅斯的一些國家。這些國家主要是在發展中國家。芬蘭和大韓民國是一個比較發達的國家。這是由於，這些國家才采用總統制政體。而這裏說的“公民提名”主要是針對國家領導人，即國家元首和政府首腦的選舉而言，議會和地方政府層面的選舉情況并不明確。在總統制國家，國家元首即政府首腦，直接由國民選舉產生，因此才有了是否采用公民提名這一議題。而在其他主要采用議會制的發達國家，因為「議會無上」原則，政府首腦只是執行議會決定、議會有權罷免首腦，所以政府首腦則由議會席次間接產生，國民直接選舉議會而非首腦。
美國雖然沒有國家範圍的公民提名，但這實際是由其各州獨立的總統選舉制度所決定的。美國的選舉制度，法律上以州的選舉人團來選舉總統（沒有候選名單限制，各州可以選舉任何符合憲法規定的人爲美國總統）。而選民們投票決定的，則是本州選擇支持哪位總統候選人的選舉人，來代表本州參與對美國總統職位的正式投票。而大部分州份的美國總統候選人達成手續（即可以讓自己或支持自己的選舉人，出現在本州的大選選票上的方法），都衹有公民提名一種而已。